# Roland Mikler

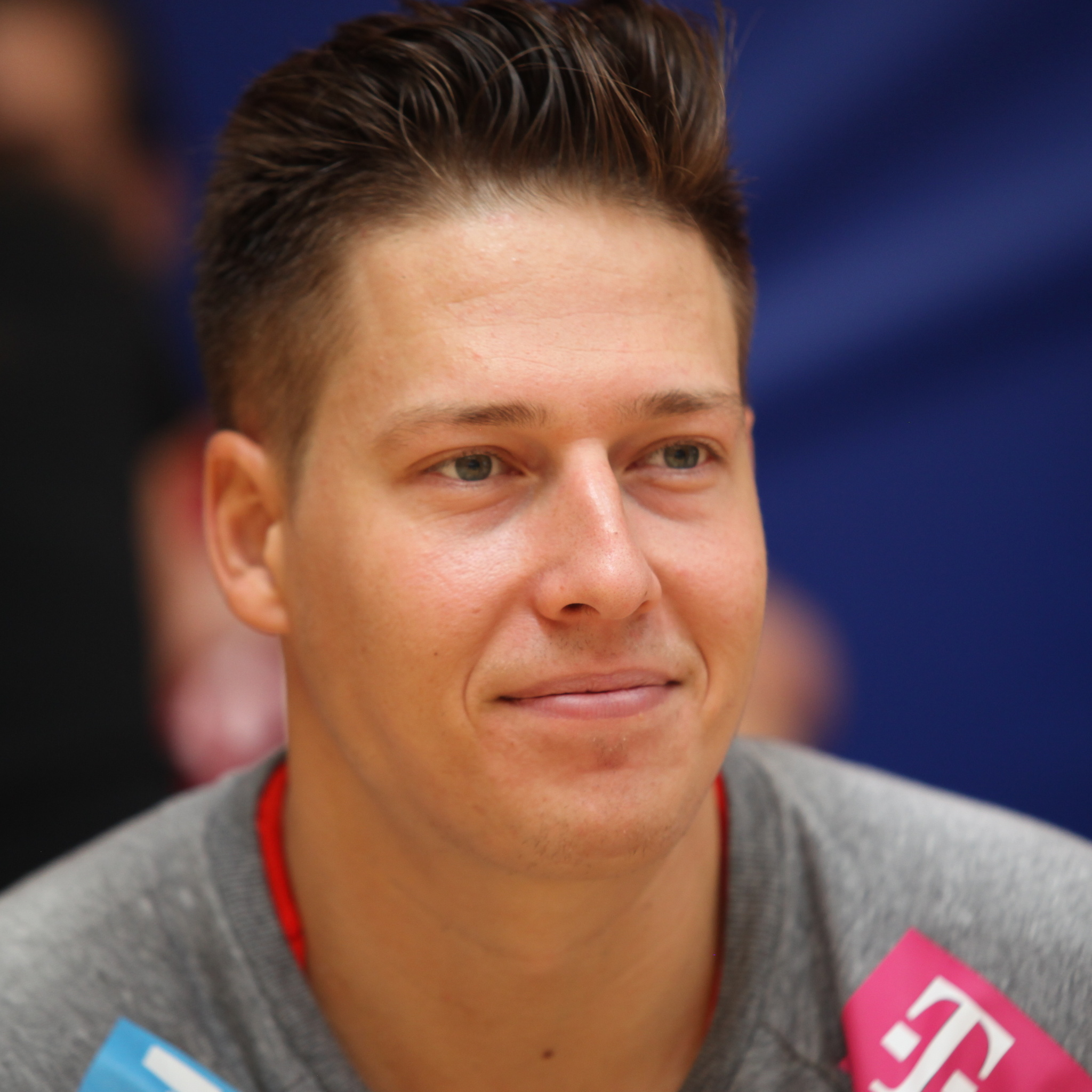
Roland Mikler, 2014.

Roland Mikler, 20 september 1984 i Dunaújváros, är en ungersk handbollsmålvakt. Han har sedan 2004 spelat över 200 landskamper för Ungerns landslag.

## Klubbar
- Dunaferr SE (–2010)
  -  Kalocsai KC (lån, 2005–2006)
- SC Pick Szeged (2010–2014)
- Telekom Veszprém (2014–2019)
- SC Pick Szeged (2019–)